# 이노우에 고와시
이노우에 고와시(일본어: 井上毅, 1843년 2월 6일 ~ 1895년 3월 15일)는 일본의 관료, 정치가였다. 동시대의 유명 정치가 이노우에 가오루와 혈연관계는 없다. 자작, 훈1등 욱일장 수훈, 정3위 수위.
구마모토 번의 하급무사 가문 출신으로 어린 시절부터 신동이라 불렸다. 메이지 유신 이후 관료 양성기관인 대학남교(大学南校)에서 공부하고 메이지 정부의 사법성에서 벼슬길에 오른다. 1년 간 서구 시찰을 다녀온 후 오쿠보 도시미치에게서 등용되었고 그의 사후 이와쿠라 도모미가 재차 등용하였다. 메이지 14년 정변에서 이토 히로부미 파에 속하였다.
당시 일본의 상황에서 안정적인 정권을 구성할 정부 여당이 나올 수 없다며 의원내각제 도입에 반대하고 독일 제국식 국가체제의 수립을 역설하였다. 국학에도 통달하였고, 이토 히로부미와 함께 대일본제국 헌법, 황실전범, 교육칙어, 군인칙유의 초안 작성에 참가했다. 내각법제국 장관, 추밀원 고문관, 제2차 이토 내각의 문부대신을 역임하였다. 이토와 사상 차이로 사이가 소원해지며 정계에서 은퇴하였고 이후 별장에서 요양하면서 여생을 보냈다. 1895년 1월, 자작 작위를 받아 화족이 되었다. 같은 해 3월, 가나가와현 다고에무라(현재의 즈시 시)의 별장에서 51세의 나이로 병사하였다.
|  | 제1대 이노우에 (고와시) 자작가 당주 1895년 | 후임 이노우에 타다시로 |